# Kościół Najświętszego Serca Pana Jezusa w Gogolinie
Kościół Najświętszego Serca Pana Jezusa – rzymskokatolicki kościół parafialny należący do dekanatu Kamień Śląski diecezji opolskiej.

## Historia
Gogolin od wieków należał do parafii w Otmęcie. Na początku lat 90. XIX wieku zaczęto myśleć o budowie w Gogolinie własnej świątyni, ponieważ miejscowość stała się ośrodkiem przemysłu wapienniczego. Dzięki staraniom otmęckiego proboszcza księdza Schöbla i gogolińskiego lekarza, doktora Brunona Hampla rozpoczęły się prace budowlane świątyni w stylu neogotyckim. W dzień uroczystości patrona miejscowości, świętego Urbana, 25 marca 1899 roku został poświęcony kamień węgielny kościoła. Projekt techniczny został opracowany przez opolskiego architekta Küglera. W dniu 10 lipca 1901 roku ksiądz Schöbel poświęcił nowo zbudowaną świątynię i tego samego dnia odprawił w niej pierwszą Mszę Świętą. Kościół został poświęcony Najświętszemu Sercu Pana Jezusa. W dniu 20 stycznia 1903 roku została erygowana parafia i jej pierwszym proboszczem został mianowany ksiądz Karol Lange. Budowla została konsekrowana w dniu 6 czerwca 1907 roku przez kardynała Georga Koppa z Wrocławia. Ołtarz główny został ufundowany w 1925 roku.